# Kynnefjäll
Kynnefjäll er et højplateau i Bohuslän, hovedparten i Tanums kommun og en del i Munkedals og Dals-Eds kommuner. Sprækkedalslandskapet danner mange vandløb og søer. Bjerget kaldes derfor nogen gange for vattenfjället. Mange træarter har her deres sydligste udbredelse i Sverige, f.eks. Dun-Birk og Grå-El. Her er mange rådyr og elg, men også ulv, los og bæver.
Kynnefjälls højeste punkt, Vaktarekullen, er 207 meter over havet.
Vandreruten Bohusleden løber ove Kynnefjäll på sin vej mellem Strömstad og Lindome. Den er en del af Nordsjöleden. Ud over vanddreture er området brugbart for kanofart, jagt, fiskeri, svampe- og bærplukning.
Kynnefjäll er kendt for en langvarig lokal modstand mod oprettelse af slutdeponi for kerneaffald. "Fjället" bevogtedes døgnet rundt i omkring 20 år i 1980- 1990'erne af aktionsgruppen Rädda Kynnefjäll fra en lille hytte. Hytten ligger ved den sydlige del af bjerget. 
58°43′8″N 11°43′3″Ø / 58.71889°N 11.71750°Ø
´